# La infancia de Jesús
La infancia de Jesús (Jesus von Nazareth: Prolog - Die Kindheitsgeschichten, título original en alemán)  es un libro escrito por el papa Benedicto XVI y publicado en el año 2012 como la última obra de una trilogía dedicada a la vida de Jesús de Nazaret. Trata sobre los primeros años de la vida de Jesús según los evangelios canónicos:
su origen, su infancia y su juventud.